# Lake Mary Ann
Lake Mary Ann är en sjö i Australien. Den ligger i territoriet Northern Territory, omkring 870 kilometer sydost om territoriets huvudstad Darwin. Lake Mary Ann ligger 367 meter över havet. Arean är 0,15 kvadratkilometer. Den sträcker sig 0,6 kilometer i nord-sydlig riktning, och 0,6 kilometer i öst-västlig riktning.
Omgivningarna runt Lake Mary Ann är i huvudsak ett öppet busklandskap. Trakten runt Lake Mary Ann är nära nog obefolkad, med mindre än två invånare per kvadratkilometer. Genomsnittlig årsnederbörd är 495 millimeter. Den regnigaste månaden är december, med i genomsnitt 127 mm nederbörd, och den torraste är juni, med 1 mm nederbörd.